# Bělorusko na Zimních olympijských hrách 2006
Bělorusko na Zimních olympijských hrách 2006 reprezentovalo 28 sportovců, z toho 14 mužů a 14 žen v 7 sportech.

## Medailisté
| Medaile | Jméno              | Sport                | Disciplína             |
| ------- | ------------------ | -------------------- | ---------------------- |
| Stříbro | Dmitrij Daščinskij | akrobatické lyžování | muži akrobatické skoky |